# Argyrodes miltosus
Argyrodes miltosus là một loài nhện trong họ Theridiidae.
Loài này thuộc chi Argyrodes. Argyrodes miltosus được miêu tả năm 1991 bởi Zhu & Da-xiang Song.